# Берестецьке гетто
Берестецьке гетто — єврейське гетто навколо єврейського цвинтаря у Берестечку, куди в жовтні 1941 німецькі загарбники зігнали євреїв зі всього містечка й округи.

## Історія
1937 року у Берестечку проживало 7500 євреїв, що становило 35% населення містечка. 
23 червня 1941 р. німецькі війська зайняли Берестечко. 8 серпня у містечку було розстріляно 300 євреїв. Приблизно в той час було створено юденрат, а в жовтні 1941 — гетто, в яке було доставлено все довколишнє єврейське населення. Місцем розташуванням гетто став сучасний район Берестечківської музичної школи (колишня єврейська синагога). Гетто тяглося від школи понад річкою і закінчувалося аж біля нинішнього моста з Берестечка до Стариків. 
До жовтня 1941 року в гетто було звезено хурами з навколишніх сіл понад 3 тис. чоловіків, жінок і дітей єврейської національності.
8 вересня 1942 р. всіх зосереджених у гетто євреїв було розстріляно на околиці Берестечка в місцевості Рінчина, по дорозі до села Смолява, в яру за 2 км від міста. Пам'яткою про цю різанину слугує невеличкий обеліск.